# LTJ Bukem
Данијел Вилијамсон (рођен 20. септембра 1967), боље познат као LTJ Bukem (транскр|Ел-Ти-Џеј Букем), је Британски драм енд бејс музичар, продуцент и ДЈ. Он и његова издавачка кућа Good Looking су највише повезани са џезовском, атмосферском страном драм енд бејс музике.

## Живот и каријера
Букем је био обучен за класичног пијанисту и открио је џез фузију у својим тинејџерским годинама, имајући јазз функ бенд у једној фази. Крајем 1980-их одлучио је да постане ДЈ и стекао славу на рејв сцени раних 1990-их.  Као продуцент објавио је серију драм енд бејса као што су "Logical Progression" (1991), "Demon's Theme" (1992), "Atlantis" and "Music" (1993).  Његово најзапаженије издање била је нумера "Horizons" (1995) која је постигла знатну популарност, користећи главну мелодију из песме Lemon Sol -а "Sunflash".
Потом је упао у видљивост као продуцент, са радом који је водио лондонски ноћни клуб Speed и његовом издавачком кућом "Good Looking Records, долазили су до изражаја.  Серија компилација под називом "Logical Progression" истакла је џез и амбијенталну страну драм енд бејс-а; стил је постао широко познат као интелигентни драм енд бејс . Букем је такође истражио доњи крај даунтемпо електронске лаунџ музике, са сестринском издавачком кућом Cookin' и Earth серијом компилација. Неки од уметника који су се прославили под Good Looking у овом периоду укључују Blame, Seba, Big Bud, Blu Mar Ten, DJ Dream (Aslan Davis), Future Engineers, Tayla, Aquarius (алиас од Photek), Peshay, Source Direct и Artemis.
Дана 16. јула 1995. године, написао је "Essential Mix" заједно са MC Conrad-ом. 1997. ремиксовао је тему Џејмс Бонда за концептни албум James Bond music Shaken and Stirred: The David Arnold James Bond Project.  2000. године коначно објављује деби соло албум, двоструким ЦД-ом Journey Inwards. Албум је снажно нагласио његове утицаје џез фузије. У 2001. доживео је ремикс на Херби Хенкок .
Водио је ноћни клуб под називом Speed у Лондону са колегом DJ Fabio-ом .
Наступа широм света, често под називом 'Progression Sessions' или 'Bukem in Session'. Међутим, његов бивши сапутник и вокал, MC Conrad напустио је издавачку кућу и на крају њихово музичко партнерство 2012. године.
Данијел Вилијамсон је усвојен од рођења. 2007. године открио је да је пронашао своју биолошку мајку, Уганђанку која живи у Паризу. Рекла му је да му је отац Египћанин. 

## Стил и утицаји
Сматран иноватором у драм енд бејс стилу, Букем је познат по томе што развија приступачну алтернативу брзим, нападним енергијама тог хардкор жанра. Његов стил одаје почаст детроитском звуку раног техна, али Букем укључује и још раније утицаје, посебно благе, мелодичне звукове џез фузије из 1970-их, као што су објаснили Lonnie Liston Smith и Roy Ayers.  Почетком каријере Букем је препознат по одговору на „готово параноичну хиперкинезу“ хаус музике засноване на брејкбит-у, и посебно због резерви у вези са препотентном снагом хардкор менталитета. 
Букемова музика од раних 1990-их па надаље представља његове напоре да пронађе алтернативну будућност драм енд бејс-а уграђујући мекше утицаје лондонским сценама ретког грува и есид џезa 1980-их. Музика о Logical Progression открива ове утицаје, као и његов приступ у издању Music / Enchanted из 1993. године, који садржи жичане аранжмане и звуке из природе. Његова употреба клавијатура, живих вокала и успорених пауза на овим и будућим издањима донела је Букемовој музици ознаку интелигентни драм енд бејс . Иако је ова ознака изазвала контроверзе у драм енд бејс заједници, утицала је и на популаризацију брејкбит hхардкор музике у Великој Британији средином 1990-их. 

## Дискографија

### Албуми
- Journey Inwards (2000)

### Компилације / миксеви
- - Mixmag Live! Volume 21 (MixMag, 1996)
  - Logical Progression Vols 1–4 (1996–2001)
  - Progression Sessions Vols 1–10 (1998–2003)
  - Earth Vols 1–7 (1996–2004)
  - Producer 01 (2001)
  - Producer 05: Rarities (2002)
  - Some Blue Notes of Drum 'N Bass (2004)
  - FabricLive.46 (2009)
  - Bukem in Session (2013)

### Синглови / ЕП-и
- Delitefol (1991)
- Logical Progression (1991)
- Teach Me to Fly (with DJ Trace) (1992)
- Demon's Theme / A Couple of Beats (1992)
- Who Knows Vol 1 (as the Bookworm) (1993)
- Bang The Drums / Remnants (with Tayla) (1993)
- Return to Atlantis (with Apollo Two) (1993)
- Music / Enchanted (1993)
- Atmospherical Jubilancy (1993)
- 19.5 (with Peshay) (1994)
- Horizons (1995)
- The Journey (with Mystic Moods) (1996)
- Mystical Realms EP (1998)
- Suspended Space EP (2000)

### Ремикесеви
- "Sweetness (Mellow Drum n Bass Mix)" – Michelle Gayle (1994)
- "Feenin' (LTJ Bukem Remix)" – Jodeci (1995)
- "Transamazonia (LTJ Bukem Remix)" – The Shamen (1995)
- "If I Could Fly (LTJ Bukem Remix)" – Grace (1996)
- "The James Bond Theme (LTJ Bukem Remix)" – David Arnold (1997)
- "The Essence (LTJ Bukem Remix)" – Herbie Hancock (with Chaka Khan) (2001)